# 罗西乌广场

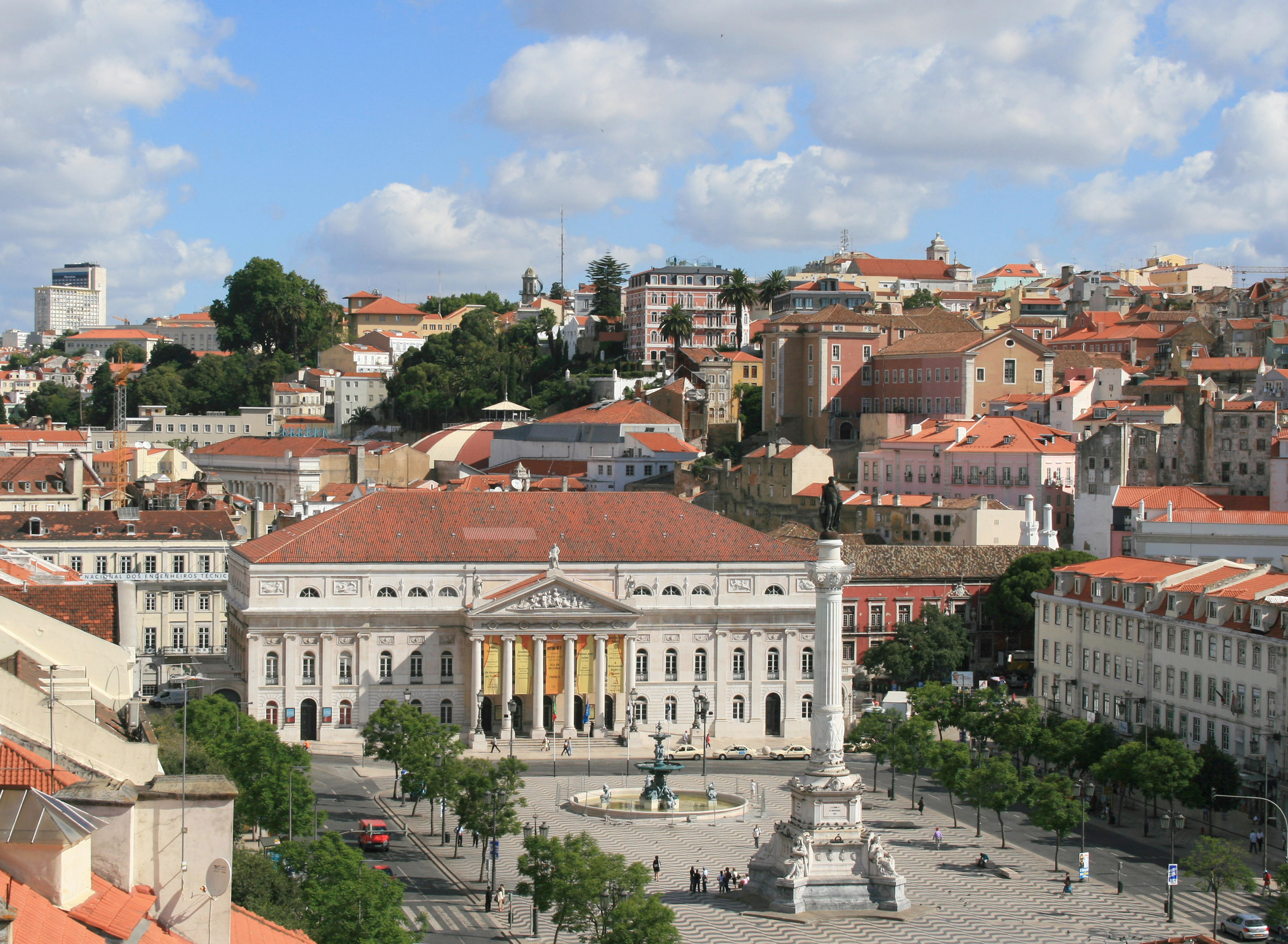
从圣胡斯塔升降机看罗西乌广场，注意玛莉亚二世国家剧院和佩德罗四世纪念柱

罗西乌广场（Rossio），正式名称为佩德罗四世广场（葡萄牙語：Praça de D. Pedro IV），是葡萄牙首都里斯本的一个广场，位于庞巴尔下城，广场是举行人民起义和庆祝活动，斗牛和处决的地点。现在，罗西乌广场是里斯本本地人和游客喜爱的聚会地点。广场上的一些咖啡馆和商店可追溯到18世纪，如尼古拉咖啡馆（Café Nicola）。
佩德罗四世广场得名于葡萄牙国王佩德罗四世，即第一任巴西皇帝（佩德罗一世）。他的铜像安放在广场中央的柱子顶端。

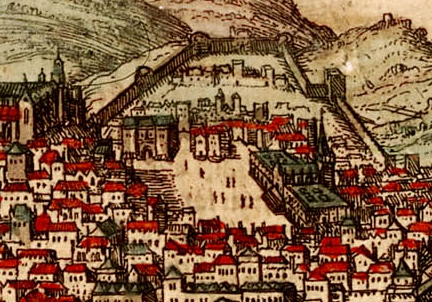
16世纪地图：罗西乌广场位于图画中央，周围是Estaús宫（左上角）和诸圣医院（Hospital Real de Todos os Santos，右侧）。还能看见城墙和左侧山上的卡尔穆教堂

自从14世纪起，里斯本的人口从圣若热城堡周围的山坡地带扩展到山下的低地，此处就是主要广场之一。大约1450年，在广场的北侧兴建Estaús宫，接待来访的外国贵族，后来成为宗教裁判所的所在地。第一次审判（auto-da-fé）在1540年举行。罗西乌广场经常举行公开处决。19世纪，罗西乌广场铺设了葡式碎石路，1874年竖立了国王佩德罗四雕像柱，并采取了目前的官方名称。在19世纪，从玛莉亚二世国家剧院和公共花园向北是里斯本上流社会的地区。

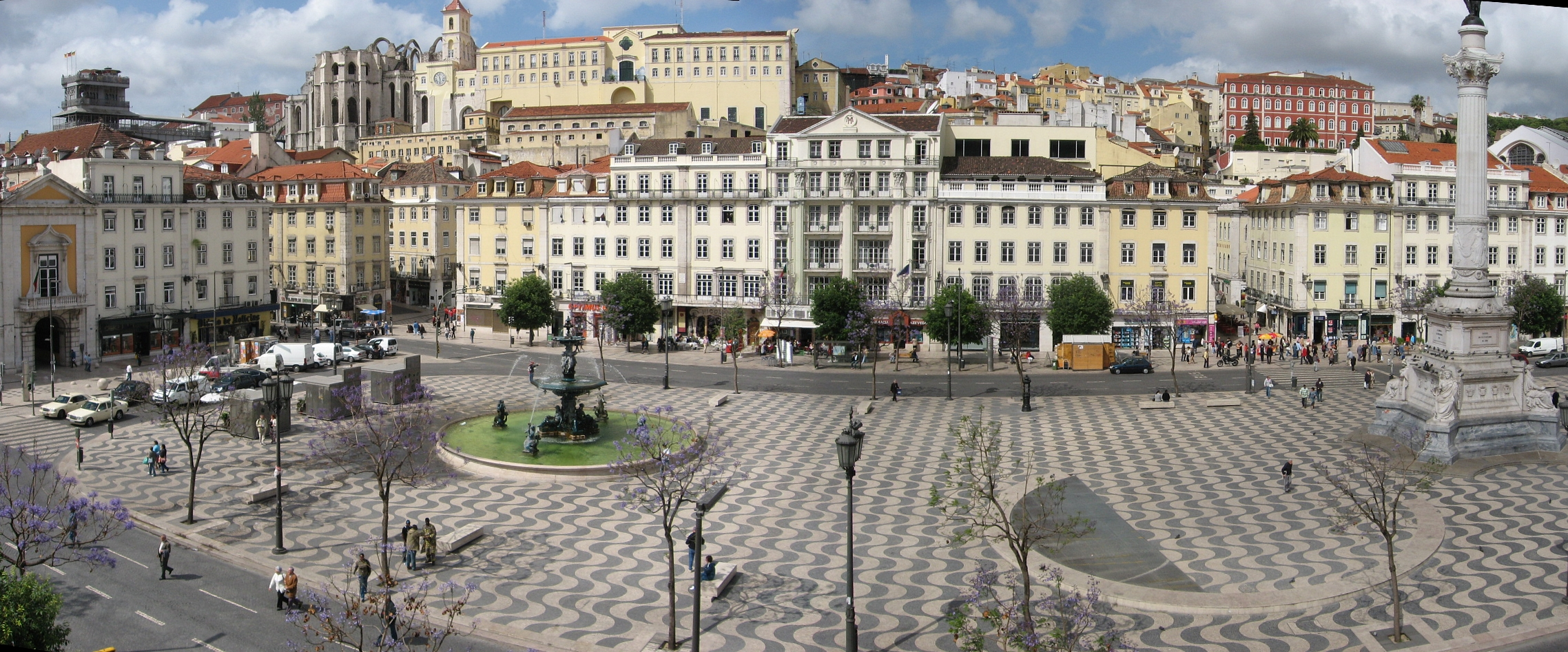
罗西乌广场